# Збіґнев Паздро
Збіґнев Валентій Паздро (пол. Zbigniew Walenty Pazdro; 9 лютого 1873, с. Переволока, нині Україна — 13 вересня 1939, Львів) — польський правник, педагог, громадсько-політичний діяч. Доктор права (1900).

## Життєпис
Народився 9 лютого 1873 року в с. Переволоці поблизу Бучача (нині Чортківського району Тернопільської области, Україна) у селянській сім'ї Яна Паздра, учасника повстання проти російської окупації 1863 року, та його дружини Валерії з Наґурецьких.
У 1893 році закінчив 4-ту державну гімназію у Львові. Навчався у Львівському університеті, де у 1900 році здобув ступінь доктора права. У 1902 році пів року навчався в університеті в Мюнхені після отримання стипендії.
З 1909 року — надзвичайний професор Рільничої академії в Дублянах, де також до лютого 1912 року був завідувачем катедри економії. Водночас — доцент громадської економіки лісової школи у Львові (до 1914). З 1911 року — надзвичайний професор правничих наук Львівської політехніки.
Перед Першою світовою брав участь у діяльності «Стронніцтва демократично-народовеґо», з 1911 року — радний міста Львова.
У серпні 1914 року мобілізований до лав війська Австро-Угорщини як старши́на. Отримав поранення у битві під Стриєм, потім потрапив до російського полону (перебував у таборах полонених в Ішині, Семипалатинську, казані). У 1918 році: вчитель польської гімназії у Казані; в серпні повернувся додому.
1 квітня 1919 року став звичайним професором Львівської політехніки. Водночас — викладач аграрного законодавства Львівського університету.

### Сім'я
Дружина — Анеля, з дому Копняк (1879—1947), діти:
- Здзіслав (1903) — професор гідрогеології Варшавського університету,
- Казімеж (1906) — інженер,
- Лешек (1914) — правник,
- Марта (1913).